# غركويية (اسماعيلي كرمان)
غرکوییة (بالفارسية: گرکوییه) هي قرية تقع في إيران في منطقة إسماعيلي. يقدر عدد سكانها بـ 268 نسمة بحسب إحصاء 2016.